# ĸ

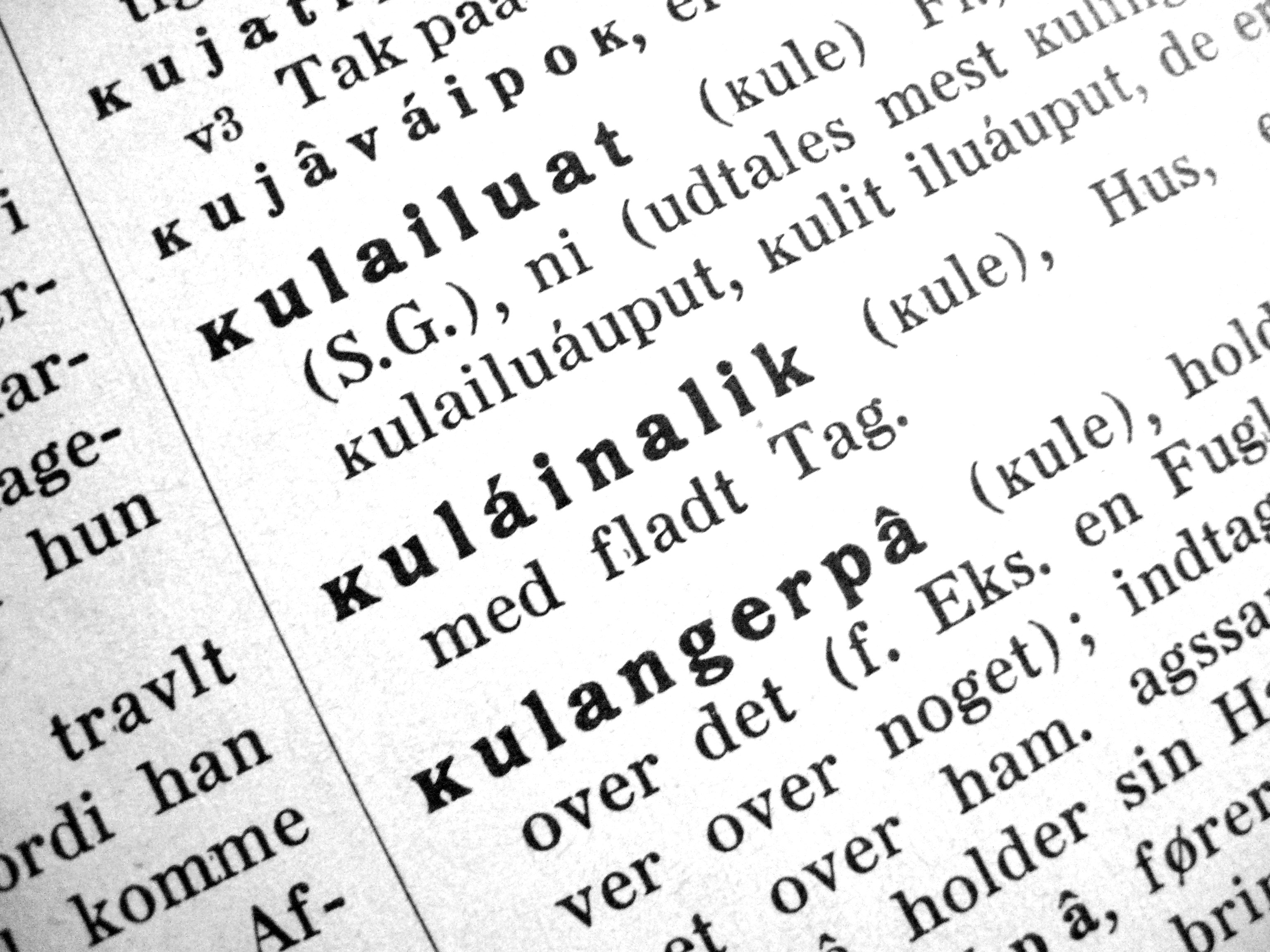
A ĸ egy 1926-os dán-grönlandi szótárban.

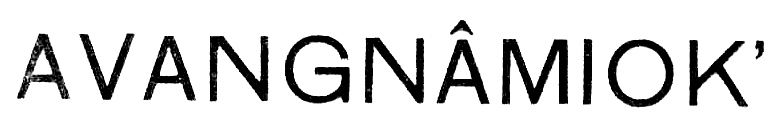
Az"Avangnâmioĸ", egy grönlandi magazin teljesen nagybetűs címsora 1957-ből, ahol a nagybetűs of ĸ helyett Kʼ szerepelt.

A Kra (Kʼ / ĸ) egy korábban Grönlandon a grönlandi nyelvben használt karakter, mely ma már csak az inuktitut nyelv egyik dialektusában, a Nunatsiavummiututban van használatban. Kinézetben hasonlít a latin ábécé kis K, a görög ábécé kappa cirill ábécé kis Ka к betűjére.
Korábban a nemzetközi fonetikai ábécében [q]-ként jelölt zöngétlen uvuláris zárhang jelölésére használták. Sorbarendezéskor ezért sokkal inkább a q semmint a k egyik változataként kezelik, az ábécébe soroláskor pedig a q közelében helyezkedik el. 
A kis változat Unicode kódja 0138. Ha ez elérhetetlen a q-val helyettesíthető. A karakter nagybetűs alakja Kʼ, de nincs rá külön betű kódolva, mert kinézetre nagyon hasonlít hozzá a K és az azt követő aposztróf, így gyakran úgy kódolják le, hogy a betűt módosító aposztrófot használják.
1973-ban az írásreform a grönlandi kran betűt lecserélte a latin kis q-ra (nagybetűs alakját pedig a latin Q-ra).

Kra, kis formátumő K (ha létezik) és a cirill kis к Arial, Times New Roman, Doulos SIL, Cambria, Linux Libertine, Andron Mega Corpus, Adobe Minion Pro, Courier New és Consolas betűtípusokkal. Második sor: ugyanazon betűtípusokkal kurzivval.